# Спутник (теплоход)
«Спу́тник» — советское речное судно на подводных крыльях. Не было запущено в серию, единственный опытный экземпляр изготовлен в 1961 году, проработал около четырёх лет, после чего был списан и установлен на постаменте в Тольятти.

## Проект
«Спутник» предназначался для скоростных пассажирских перевозок по рекам и водохранилищам на маршрутах протяженностью до 600 км. Автором проекта 329 являлся известный советский конструктор судов на подводных крыльях Алексеев Р. Е.
В 1960 году коллегией Министерства речного флота РСФСР технический проект судна был одобрен. Согласно проекту, гребные винты были расположены впереди крыла. Для уменьшения веса судна его строили не из стали, а из алюминиево-магниевого сплава.
Планировалась возможность эксплуатации при волнении до 8 баллов. Пассажиры размещались в трёх салонах с авиационными креслами.

## История
В 1961 году на заводе Красное Сормово был построен опытный экземпляр. На момент постройки это было крупнейшее в мире по вместимости речное судно подобного типа.
В центральной советской газете «Правда» в статье от 12 октября 1961 года сообщалось о «Спутнике»: «Самый большой в мире пассажирский теплоход на подводных крыльях „Спутник“ — трудовой подарок судостроителей „Красного Сормова“ XXII съезду КПСС — прибыл вчера в Москву».
Сначала он эксплуатировался на линии Горький — Тольятти. В 1965 году его перевели на линию Куйбышев — Казань. Объяснением для перевода стал факт глубокой осадки судна, что не позволяло эффективно использовать его в верховьях Волги. Однако эту навигацию судно уже не закончило, в Куйбышеве оно проработало всего три месяца.
Капитаны:
- Полуэктов В. Г. — лауреат Ленинской премии
- Белодворцев Е. А.
- Саморуков С. И.

## Недостатки
Четыре двигателя потребляли очень много горючего и эксплуатация его оказалась крайне убыточной. Кроме того, от четырёх работающих дизелей исходила сильная вибрация, приводившая к частым поломкам.
Машинное отделение располагалось между пассажирскими салонами и под мини-рестораном. Шум и вибрация сильно снижали комфорт пассажиров.
По результатам опытной эксплуатации суда проекта 329 в серийное производство не пошли.

## Судьба

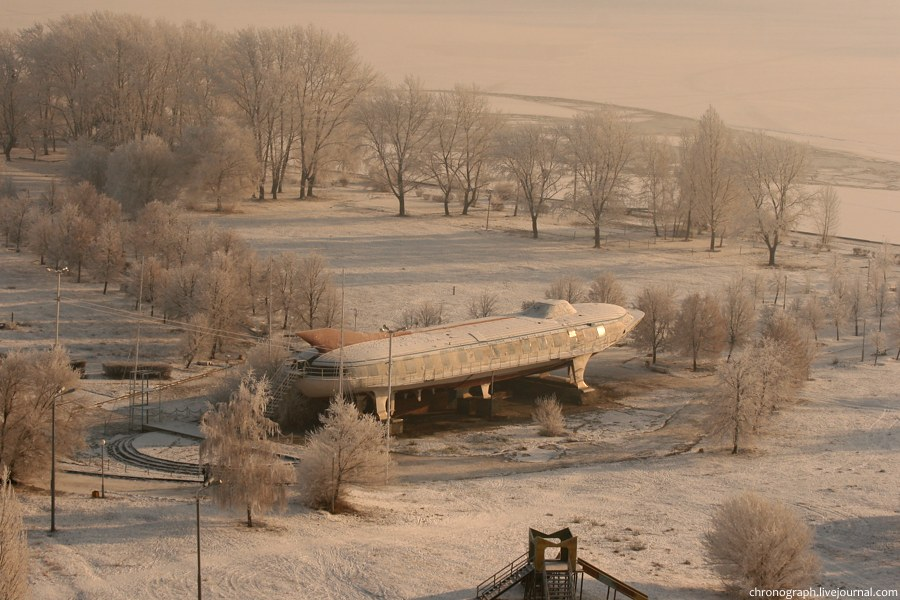
«Спутник» зимой

В одном из рейсов судно столкнулось с топляком, после чего несколько лет простояло в судоремонтном заводе. Серьёзно пострадал один из двигателей, а на покупку нового средств не было. Судно оставалось на плаву, но потеряло ход и не поднималось на крыло. Предлагалось разрезать его на металлолом, но было принято другое решение. Судно установили на постаменте на набережной в Тольятти.
В 2005 году в расположенном внутри судна молодёжном центре возник пожар, в результате которого внутренняя отделка выгорела.
27 сентября 2018 года разрезан на металлолом. Распилившим грозит уголовное наказание.